# Earomyia grusia
Earomyia grusia är en tvåvingeart som beskrevs av Morge 1959. Earomyia grusia ingår i släktet Earomyia och familjen stjärtflugor. Inga underarter finns listade i Catalogue of Life.